# 大庙城城址
大庙城城址，位于中国甘肃省金昌市金川区，为一个省级文物保护单位，类型为古遗址。
大庙城城址的历史年代为魏、晋至唐。